# Тугупс
Тугупс (рос. Тугупс) — річка в Російській Федерації, що протікає в Апшеронському районі Краснодарського краю. Ліва притока річки Пшеха. Довжина — 10 км, площа водозабірного басейну — 30,4 км².